# Citrus
Pour les articles homonymes, voir Citrus (homonymie).
Genre
Classification APG III (2009)
Genre
Synonymes
- Aurantium Tourn. ex Mill.
- Citreum Tourn. ex Mill.
- sous-genre Citrus subgen. Eremocitrus (Swingle) Burkill
- sous-genre Citrus subgen. Microcitrus (Swingle) Burkill
- Eremocitrus Swingle
- Limon Tourn. ex Mill.
- Microcitrus Swingle

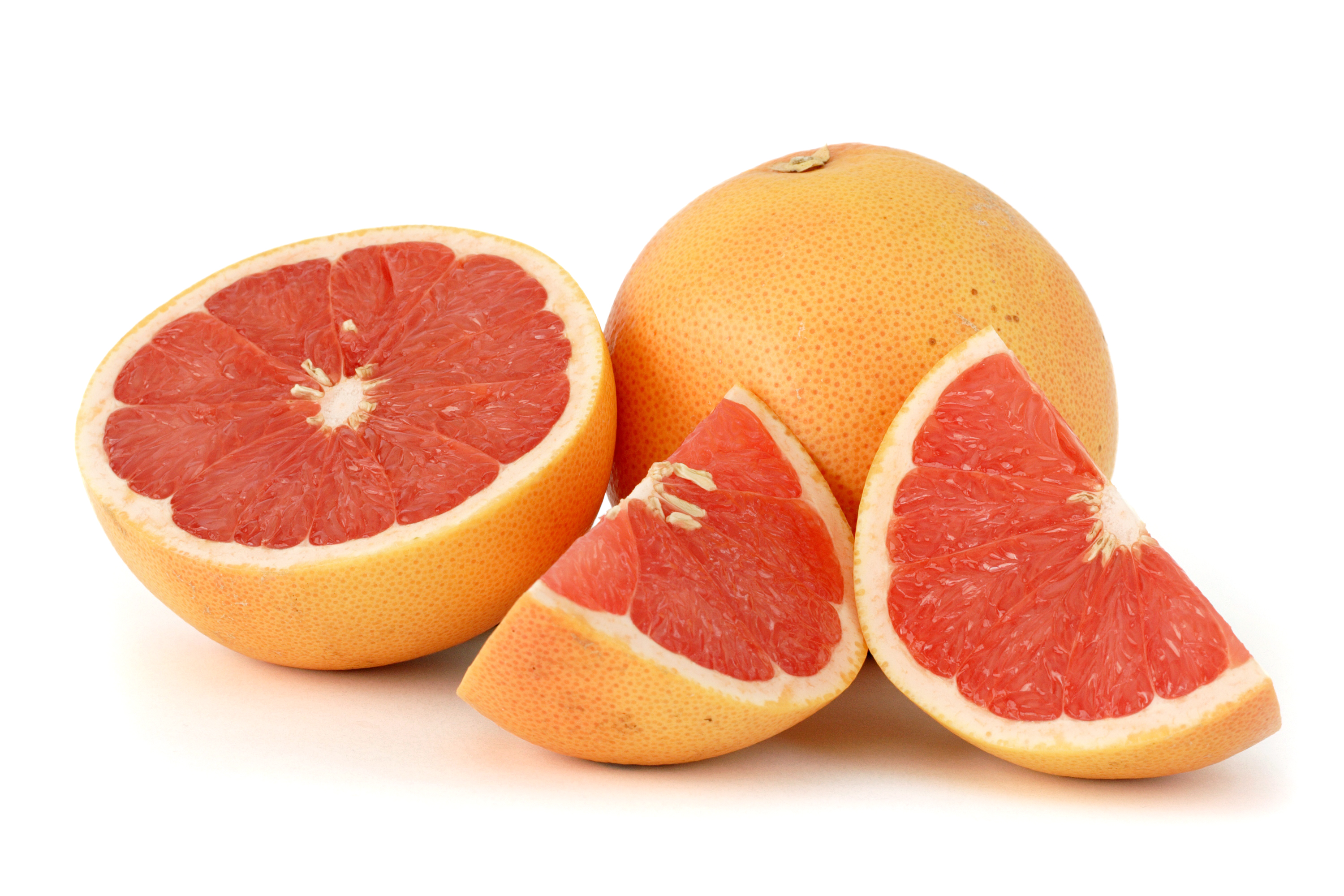
Citrus ×paradisi.

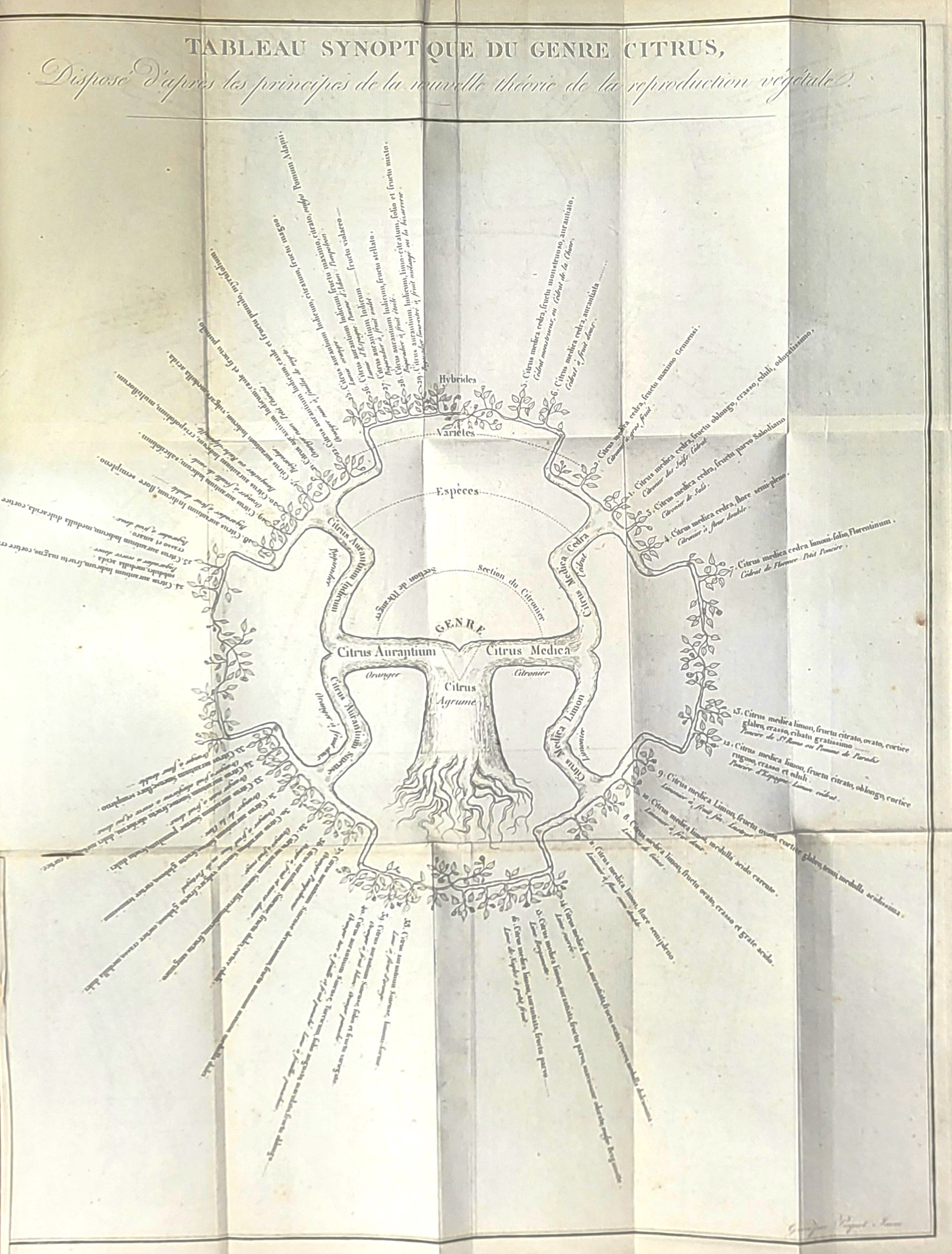
Tableau synoptique du genre Citrus Georges Gallesio (1829)

Citrus est un genre de plantes angiospermes de la famille des Rutaceae, sous-famille des Aurantioideae (en), tribu des Citreae (en), sous-tribu des Citrinae. Ce genre contient les arbres donnant les fruits communément appelés « agrumes » : orange, citron, pamplemousse, mandarine, etc.
De nombreuses plantes de ce genre résultent d'une domestication, processus ancien se poursuivant activement, qui a conduit les Citrus à faire partie des fruits les plus consommés dans le monde. Par leurs caractéristiques propres les citrus se prêtent à la diversité variétale, présentent des avantages nutritionnels ; leurs fruits se transportent et se conservent bien grâce à leur peau épaisse, et offrent une diversité de goûts, parfums et textures. Leurs centres de domestication, Asie subtropicale et tempérée et climat méditerranéen chaud, sont aussi des régions d'expertise agronomique ancienne et performante.

## Dénomination
Citrus, -i en latin classique qui désigne soit un bois soit un fruit odorant (le cèdre et le cédrat), à ne pas confondre avec citrium qui désigne une courge (famille des Cucurbitaceae, du genre Lagenaria) et donne le français citrouille.
Linné retient citrus comme nom de genre. Le mot est ensuite utilisé dans la plupart des langues pour désigner fruits et plantes apparentés aux oranges et aux citrons connus en occident à l'époque, jusqu'au XVIIe siècle on parlait d'orangers en français. À partir de la seconde moitié du XXe siècle, agrume se substitue à citrus dans la plupart des usages.

## Singularités
Le genre Citrus présente des singularités économiques, botaniques, génétiques et  morphologiques qui en font un candidat idéal pour une domestication de plus en plus mondialisée.

### Reproduction, sélection
Spontanément les agrumes tendent vers la diversité. La reproduction par graine, encore largement pratiquée notamment pour les porte-greffes, permet un assainissement continu de la plupart des virus et bactéries. La polyembryonie des graines de nombreuses espèces permet un clonage naturel qui maintient les cultivars à l'identique, tout en offrant des mutations spontanées du méristème des bourgeons qui sont autant d'occasion de rencontrer des nouveaux cultivars. Un triploïde comme le citron vert (Citrus latifolia Tanaka) est un exemple de fruit naturellement sans graines. Enfin, la large compatibilité sexuelle interspécifique engendre une création continue de nouveaux cultivars, de même que les progrès de la connaissance de leur génome,.

### Importance économique
Sur la base des statistiques 2014, la production mondiale (121 millions de tonnes dont 57 % d'orange, en croissance de 30 % sur les 20 dernières années) en fait les premiers fruits consommés[source insuffisante], d'où des moyens en conséquence pour son amélioration. Leur production provient pour 57 % de la zone de primo domestication (Asie du sud-est et pays méditerranéens) et pour 10 % des États-Unis, foyer actif de domestication moderne. Plus des 2/3 des agrumes sont donc produits dans des pays à forte tradition de sélection et qui possèdent  laboratoires et compétences pour faire progresser la qualité de l'offre.

### Domestication et besoins humains
L'origine géographique, l'époque et les voies de dispersion des agrumes primitifs à travers l'Asie du Sud-Est sont encore mal connus. Le genre Citrus et les genres apparentés (Fortunella, Poncirus, Eremocitrus et Microcitrus) sont largement distribués dans l'Asie des moussons (ouest du Pakistan, Chine, Indes orientales, Nouvelle-Guinée et Archipel Bismarck, nord-est de l'Australie, Nouvelle-Calédonie, Mélanésie et Polynésie occidentale). La particularité de nombreux agrumes est de se propager largement par clonage apomictique par l'embryon nucellaire, autrement dit de jeunes plantes naissent directement  du tissu nucellaire maternel non fécondé. La domestication de génotypes fixes par semis, y compris des hybrides interspécifiques comme les oranges, les citrons verts, les citrons, les pamplemousses etc. facilite la domestication. La seconde particularité est que les agrumes se transportent bien.
L'histoire de la domestication montre une sélection des traits d'intérêt, acidité, métabolisme, résistance aux maladie, floraison précoce (2020). Les agrumes offrent des réponses adaptées à des besoins sanitaires importants. Par exemple, le citron devient acide avec les premières longues navigations (IXe siècle), son acidité favorise sa conservation, sa vitamine C est un antiscorbutique. Le jus d'orange entre dans le petit déjeuner des enfants américains, puis des adultes, à la suite des travaux d'Albert H. Byfield dans les années 1920  sur la prévention des troubles de la croissance chez l'enfant et à une communication généralisée auprès des mères de familles.

#### Historique
Le genre Citrus et les genres apparentés comme Fortunella, Poncirus, Eremocitrus et Microcitrus sont largement répandus, avant leur acclimatation en Occident, dans toute la zone soumise aux moussons, de l'ouest du Pakistan jusqu'au centre de la Chine et au sud en Insulinde, en Nouvelle-Guinée, dans l'archipel Bismarck, au nord-est de l'Australie, en Nouvelle-Calédonie, en Mélanésie et en Polynésie occidentale.
Le genre Citrus s'est développé à partir d'une zone incluant le Yunnan, la Birmanie et le nord-est de l'Inde. Un fossile trouvé au Yunnan et datant du Miocène supérieur présente des traits caractéristiques des principaux groupes actuels de Citrus, ce qui établit la présence d'un ancêtre commun au Yunnan il y a environ 8 Ma. Le genre s'est ensuite répandu et diversifié en Asie assez rapidement (en 2 Ma environ), peut-être à la faveur d'un affaiblissement des moussons et d'un assèchement net du climat régional.
Le genre Citrus a été répandu par la culture dans toutes les régions tropicales et subtropicales du globe. Il semble que seul le cédratier fût véritablement connu dans le monde méditerranéen dans l'Antiquité, à partir des Ve et IVe siècles av. J.-C. (la légende veut qu'il ait été rapporté lors de la conquête de la vallée de l’Indus (-326 / -325) par Alexandre le Grand).

### Importance du potentiel
Il reste encore beaucoup à découvrir dans le monde des citrus. Le pamplemousse (Citrus maxima (Burm.) Merr.) est quasi inconnu hors de sa vaste zone de domestication où il est un des fruits les plus consommés : la Chine produit autant de pamplemousses que d'oranges (7 millions de t.). Certains cultivars sont délicieux. Le kumquat n'est connu en Occident que depuis une centaine d'années, la domestication des micro citrus australiens a commencé début XXIe siècle.
Le Japon cultiverait environ 800 espèces et cultivars de citrus nommés, offrant un vaste potentiel de gouts et d'applications.
L'histoire de la domestication des citrus est une réponse à des besoins de circonstance, pour des raisons de conservation et de climat ce sont uniquement ceux qui fructifient pendant les jours courts qui sont produits et consommés par les Occidentaux et les Méditerranéens. Or il existe en Asie des citrus de jours longs: tardifs de printemps et des acides précoces d'été.

## Caractéristiques générales

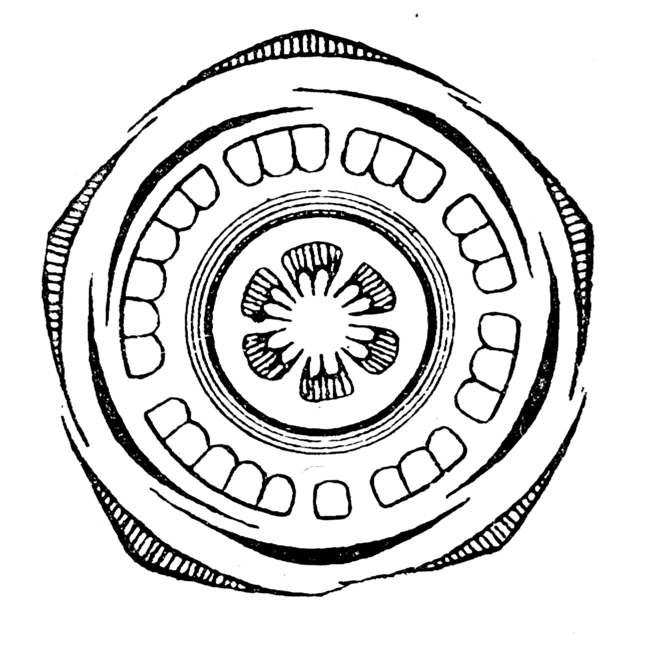
Diagramme floral de Citrus vulgaris.

Les espèces du genre Citrus sont des arbres ou des arbustes de moins de 4 m à 12 m de haut. Les feuilles sont généralement simples et persistantes, sauf chez les hybrides de Poncirus. Beaucoup d'espèces portent des épines axillaires. Le pétiole est souvent ailé. Les jeunes pousses sont pubescentes chez les pamplemoussiers et nettement anthocyanées chez les citronniers.
Les inflorescences sont des cymes feuillées présentant tous les intermédiaires entre la fleur isolée et la pousse où chaque feuille a une fleur. La fleur a généralement 5 sépales et 5 pétales généralement blancs (teintés de pourpre chez les citronniers). L'androcée polyadelphe polystémone est composé de 20 à 40 étamines souvent soudées à la base en faisceaux par leurs filets. Au milieu des étamines, le réceptacle est élargi latéralement et forme un disque nectarifère intrastaminal. L'ovaire pluricarpellé, supère et  pluriloculaire comprend des rangées d'ovules anatropes bitégumentés en placentation axile.
Le fruit, très caractéristique, est une baie particulière, enveloppée d'une écorce parfois très épaisse, le zeste, et formée par la réunion de 10 à 15 carpelles, formant autant de « tranches » dont la pulpe est formée de poils devenant juteux à maturité souvent plus ou moins acide et sucrée ou amère.

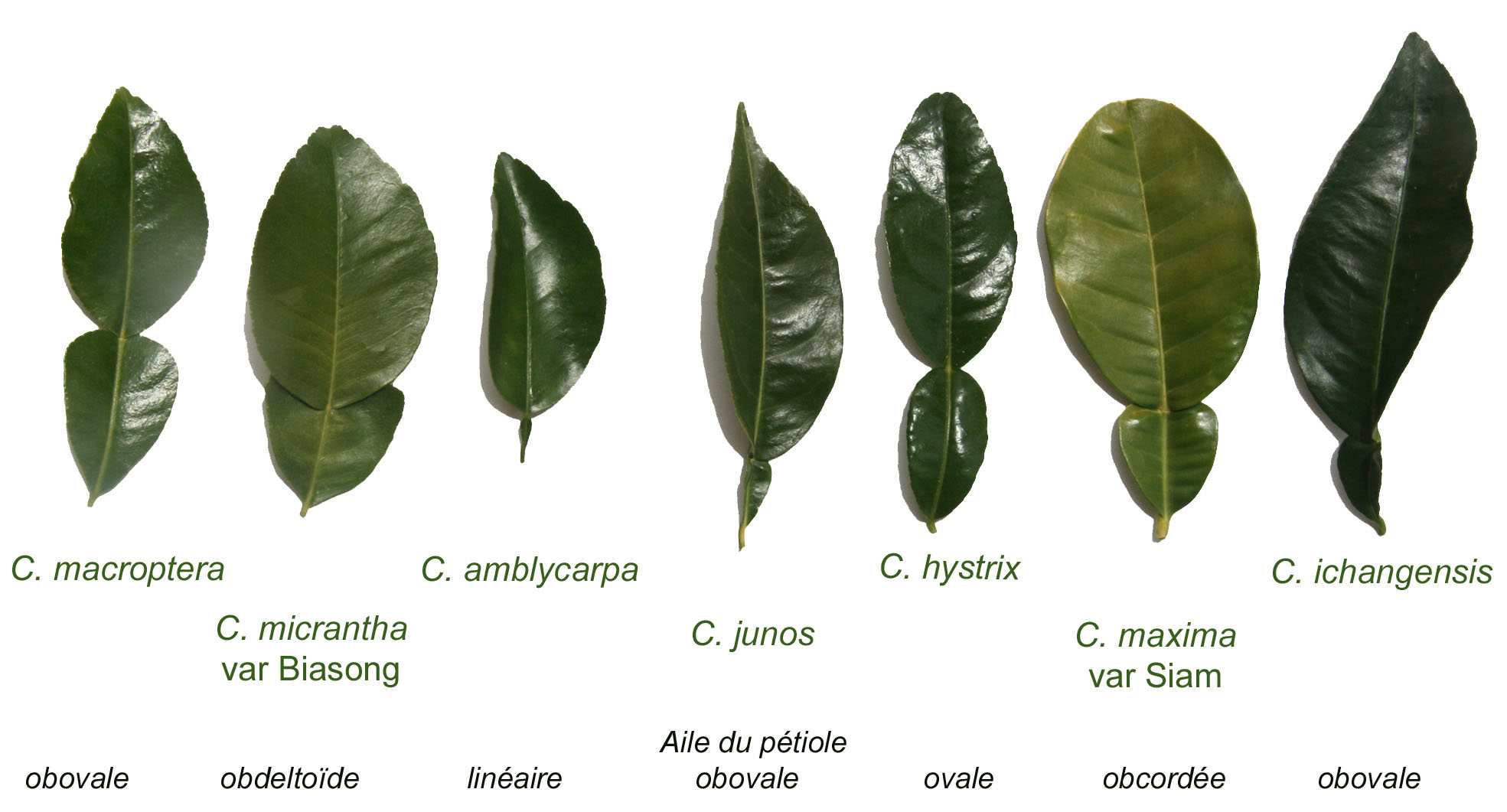
Forme des feuilles de différents Citrus

Les graines sont souvent polyembryonnées dont les embryons surnuméraires sont formées sans fécondations d'autres ont des embryons zygotiques ne reproduisant pas toujours le type.
Les feuilles et les fleurs portent des glandes produisant une huile essentielle à odeur suave caractéristique.
Ils ont une croissance rythmique chaque phase de croissance suivie d'un arrêt marquée même en conditions climatiques favorable. Les citrus remontants, citronniers et assimilés, fleurissent à chaque reprise de croissance.
Chez les Citrus et les genres apparentés le caryotype diploïde présente 18 chromosomes (2n=18).

## Taxinomie

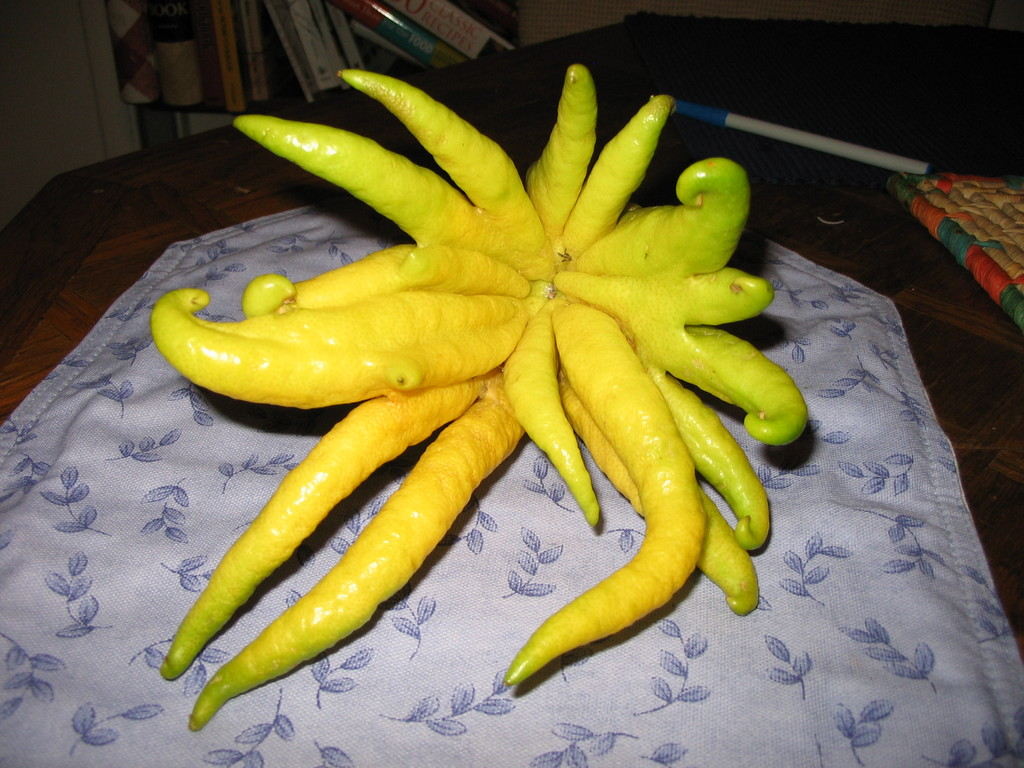
Le genre Citrus comporte de nombreux hybrides et cultivars, comme cette main de Bouddha (Citrus medica var. sarcodactylis), cultivar aberrant du Cédratier.

Deux grandes classifications existent pour le genre Citrus. Celle du japonais Tyozaburo Tanaka (1961) comprend 156 espèces tandis que Walter T. Swingle et Reece (1967) n'en distinguent que 16. Cette contradiction s'explique par les larges possibilités d'hybridations interspécifiques ainsi que par la polyembryonie qui fixe ces structures hybrides :  Tanaka élève ainsi au rang d'espèce de nombreux hybrides intra ou interspécifiques.
La phylogénie est discutée, les cinq espèces sauvages dont dériveraient les espèces et variétés cultivées actuelles sont chez Wu et al. (2018),
- Citrus medica le cédrat à l'origine des citrons
- Citrus grandis le pamplemoussier
- Citrus reticulata ancestrale la mandarine
- Citrus micrantha
- Fortunella

Le genre comprend plusieurs sous-genres variables selon les auteurs. La classification de Swingle propose 2 sous-genres :
- Eucitrus comprend la plupart des espèces de citrus comestible
- Papeda regroupe des espèces aux fruit petits et très acides souvent non comestibles.

Dans le groupe des Eucitrus, 3 espèces (C. maxima, medica et reticulata) sont considérées comme étant à la base de pratiquement toutes les variétés et hybrides existant de nos jours. Bien que C. aurantiifolia ait longtemps été considérée comme une espèce primitive, de récentes analyses chromosomiques auraient montré qu'elle a des héritages de C. medica, C. ×limon et C. micrantha.
L'Australie est un autre centre de diversification avec plusieurs espèces (classées en deux sous-genres Eremocitrus et Microcitrus) dont les hybridations sont très prometteuses pour des agrumes résistant à la sécheresse, au froid, et/ou à certaines maladies.
- Eucitrus
  - C. aurantiifolia – limettier, Inde
  - C. indica
  - C. maxima – Pamplemoussier, Malaisie
  - C. medica – Cédratier, Inde
  - C. reticulata – Mandarinier, Chine, Corse
  - C. tachibana
- Papeda
  - C. celebica
  - C. halimii – Thailand, Malaisie
  - C. hystrix Combava
  - C. ichangensis
  - C. latipes
  - C. longispina
  - C. macroptera
  - C. micrantha
  - C. webberi
- Citrus australien
  - Eremocitrus
    - C. glauca – Région semi-aride de l'est australien

  - Microcitrus
    - C. australasica – Forêts pluviales de l'est australien
    - C. australis – Aire de Beenleigh dans le Queensland en Australie
- Genres rattachés au genre Citrus lato sensu (des études récentes préconisent d'inclure les espèces de ces genres au sein des Citrus)
  - Fortunella (C.japonica) – Kumquat, Chine et Malaisie
  - Poncirus (C. trifoliata et C. ×polytrifolia) – Corée et nord de la Chine
  - Clymenia avec 2 espèces endémique de la Papouasie-Nouvelle-Guinée, la Nouvelle-Irlande, la Nouvelle-Bretagne et les îles de l'Amirauté: Clymenia platypoda B C Stone et Clymenia polyandra (Tanaka) Swingle.

En 1930 Tanaka donne 2 sous genres et 
- Subgen. 1. Archicitrus, Tanaka. divisé en 5 sections

1. Papeda (Hassk.) Tanaka, incluant Citrus hystrix , C. macroptera, C. latipes.
2. Limonellus (Rumph.) Tanaka, incluant C. aurantifolia.
3. Citrophorum (Necker) Tanaka, incluant Citrus medica, C . limon , C. limonia.
4. Cephalocitrus Tanaka, incluant Citrus grandis ,C. paradisi, C. intermedia
5. Aurantium (Tourn.) Tanaka, incluant Citrus aurantium, C. sinensis , C. medioglobosa

- Subgen. 2. Metacitrus, Tanaka.

1. Osmocitrus Tanaka, incluant Citrus junos et C. ichangensis .
2. Acrumen (Gallesio) Tanaka. divisé en 3 sous-sections
  1. Subsec. Euacrumen, Tanaka, incluant Citrus nobilis, C. unshiu et C. yatsushiro.
  2. Subsec. Microacrumen, Tanaka, incluant Citrus deliciosa, C. poonensis, C. tangerina, C. erythosa, C. kinokuni, C. leiocarpa, C. tachibana, C. depressa.
  3. Subsec. Pseudofortunella, Tanaka, incluant Citrus microcarpa[18].

En 1962, Zeng Mian, classe le genre Citrus en sous-genres Papeda, Cédrat, Cephalocitrus, Aurantium et Sinocitrus. En 2013 Cuihua Liu et al. donnent 3 sous-groupes de Citrus que la base de leur chimiotaxonomie:  Citrophorum, Cephalocitrus et Sinocitrus.
La comparaison des génomes chloroplastiques complets de 16 espèces d'agrumes et de leurs caractères uniques amène Wenbo Shi et al. (2023) à distinguer  7 sous-genres d'agrumes: Poncirus, Fortunella, Papeda, C. medica, Cephalocitrus, Aurantium et Sinocitrus . Cephalocitrus est un sous-genre non reconnu mais usuellement utilisé par les auteurs asiatiques (21 espèces chez Tanaka) parmi lesquelles Kotokan (C. kotokan Hayata), Tengu C. tengu Hort. ex Tanaka.

## Espèces fossiles
Le genre Citrophyllum qui été créé par Berry (1909) pour regrouper des feuilles fossiles ailées comme on en rencontre chez les Citrus vivants n'est plus rattaché aux Rutaceae mais aux Sapindales. Il n'y a pas de fossile de Rutaceae au Crétacé,.
- Citrus linczangensis sp. nov. a été publié en 2013 comme espèce nouvelle.
- Citrus meletensis sp. nov. Pliocène découvert à Valdarno (Italie - 1998)

## Citrushybrides

### Principales espèces et variétés hybrides
Selon ITIS (28 janv. 2012) :
- Citrus ×aurantiifolia (Christm.) Swingle (pro. sp.)
- Citrus ×aurantium L. (pro. sp.)
- Citrus hystrix DC.
- Citrus jambhiri Lush.
- Citrus limetta Risso
- Citrus ×limon (L.) Burm. f. (pro. sp.)
- Citrus ×limonia Osbeck (pro. sp.)
- Citrus macroptera Montrouz.
- Citrus maxima (Burm. f.) Merr.
- Citrus medica L.
- Citrus ×nobilis Lour.
- Citrus ×paradisi Macfad. (pro. sp.)
- Citrus reticulata Blanco
- Citrus ×sinensis (L.) Osbeck (pro. sp.)
- Citrus tachibana (Makino) Tanaka
- Citrus ×tangelo J.W. Ingram & H.E. Moore

Selon BioLib (31 décembre 2017) :
- Citrus aurantifolia (L.) Swingle
- Citrus aurantium L.
- Citrus australasica F. Muell.
- Citrus australis (A. Cunn. ex Mudie) Planch.
- Citrus garrawayi F.M. Bailey
- Citrus glauca (Lindl.) Burkill
- Citrus gracilis Mabb.
- Citrus hystrix DC.
- Citrus inodora F.M. Bailey
- Citrus jambhiri Lush.
- Citrus japonica Thunb.
- Citrus junos Siebold ex Tanaka
- Citrus limetta Risso
- Citrus limon (L.) Burm.f.
- Citrus limon × Citrus medica (L.) Burm.f.
- Citrus limon × Citrus paradisi (L.) Burm.f.
- Citrus macroptera Lour.
- Citrus maxima (Burm.) Merr.
- Citrus media
- Citrus medica L.
- Citrus nobilis Lour.
- Citrus paradisi Macfad.
- Citrus paradisi × Citrus grandis 1984
- Citrus reticulata Blanco
- Citrus sinensis (L.) Osbeck
- Citrus tachibana (Makino) T. Tanaka
- Citrus unshiu Marcov.
- Citrus × latifolia (Tanaka ex Yu. Tanaka) Tanaka
- Citrus × limonia (L.) Osbeck
- Citrus × myrtifolia (Ker Gawl.) Raf. voir Chinotto
- Citrus × taitensis Risso
- Citrus × tangelo Ingram & Moore
- Citrus × tangerina Tanaka

Selon Catalogue of Life (31 décembre 2017) :
- Citrus assamensis Dutta & Bhattacharya
- Citrus aurantiifolia (Christm.) Swingle
- Citrus aurantium L.
- Citrus australasica F.Müll.
- Citrus australis (A. Cunn. ex Mudie) Planch.
- Citrus brevipes (B.C. Stone) comb. ined.
- Citrus cavaleriei H. Lév.
- Citrus floridana (J. Ingram & H. E. Moore) Mabberley
- Citrus garrawayi F. M. Bailey
- Citrus georgiana Mabberley
- Citrus glauca (Lindl.) I. H. Burkill
- Citrus gracilis D. J. Mabberley
- Citrus grandis (L.) Osbeck
- Citrus halimii Stone
- Citrus hystrix DC.
- Citrus indica Tanaka
- Citrus inodora F.M. Bailey
- Citrus insitorum Mabberley
- Citrus japonica Thunb.
- Citrus junos Sieb. ex Tanaka
- Citrus latifolia (Tanaka ex Yu. Tanaka) Tanaka
- Citrus latipes (Swingle) T. Tanaka
- Citrus limon (L.) Burm. fil.
- Citrus lucida (Scheff.) Mabb.
- Citrus medica L.
- Citrus microcarpa Bunge
- Citrus neocaledonica Guillaum.
- Citrus oxanthera Beauvis.
- Citrus platypoda (B.C. Stone) comb. ined.
- Citrus polyandra Tanaka, synonyme de Clymenia polyandra (Tanaka) Swingle
- Citrus polytrifolia Govaerts
- Citrus reticulata Blanco
- Citrus swinglei Burkill ex Harms
- Citrus taitensis Risso
- Citrus trifoliata L.
- Citrus undulata Guillaum.
- Citrus wakonai P.I.Forst. & M.W.Sm.
- Citrus warburgiana F. M. Bailey
- Citrus webberi Wester
- Citrus wintersii D. J. Mabberley

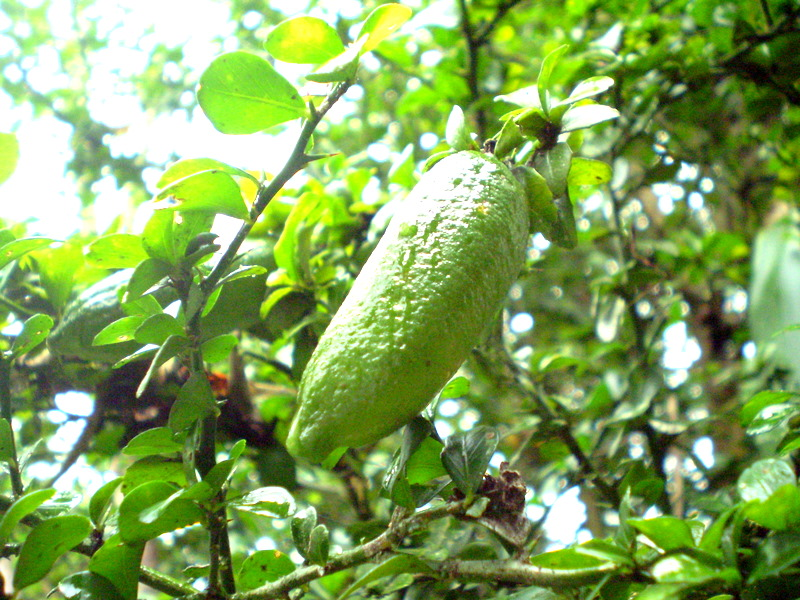
Citrus australasica (« citron-caviar »)
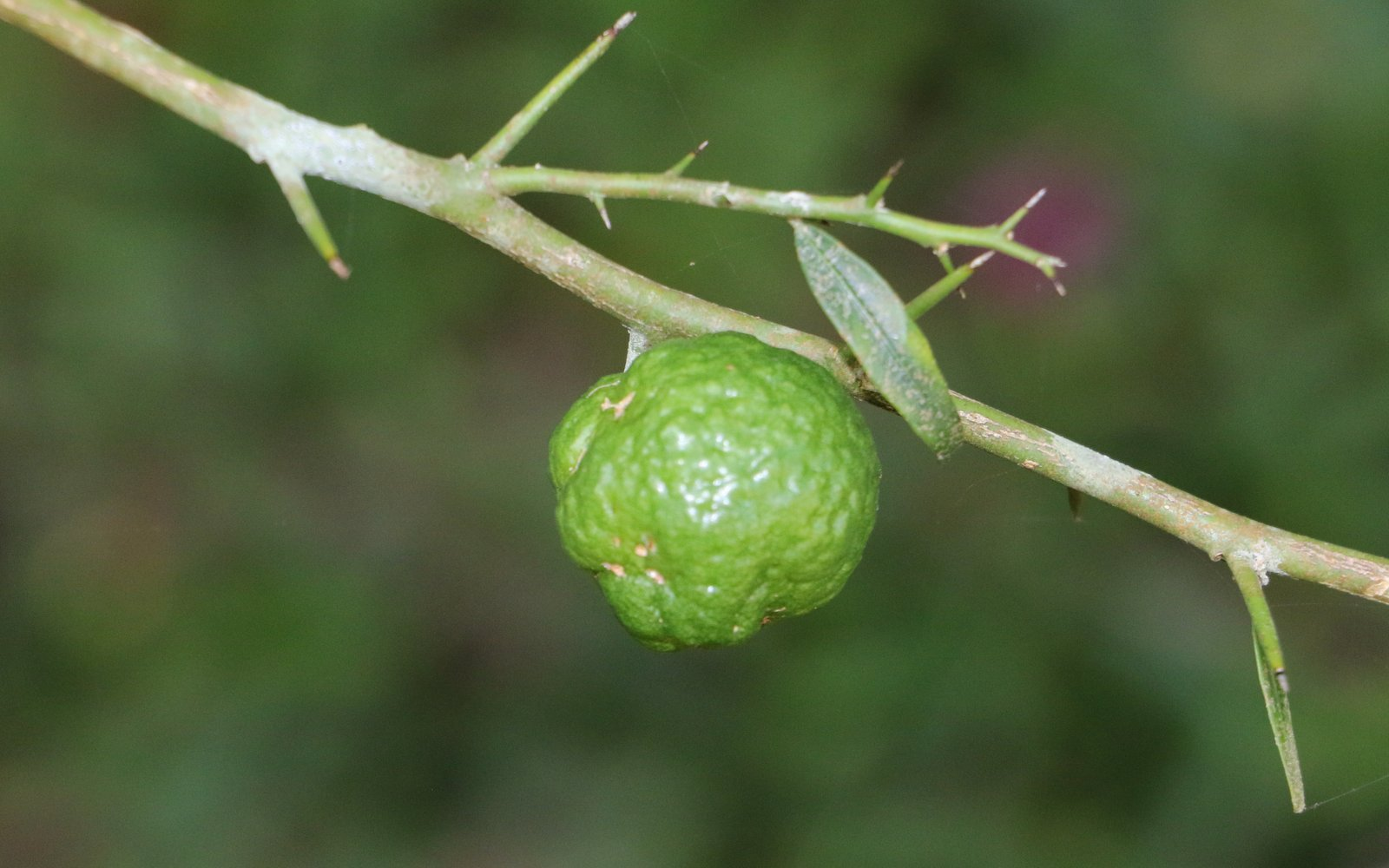
Citrus australis (« lime ronde australienne »)
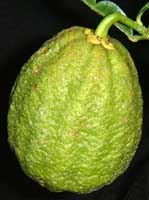
Citrus cavaleriei
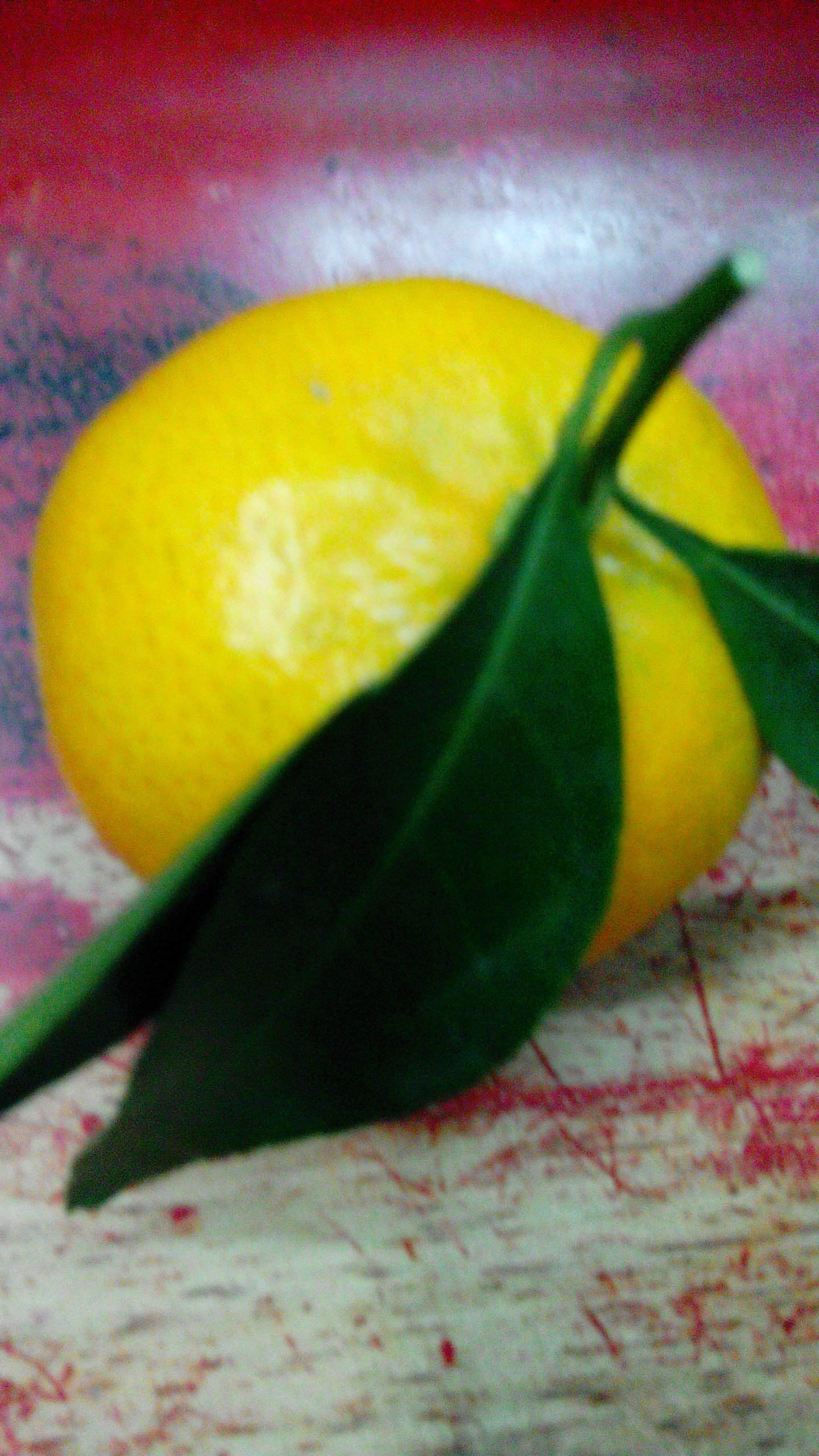
Citrus deliciosa (« mandarine »)
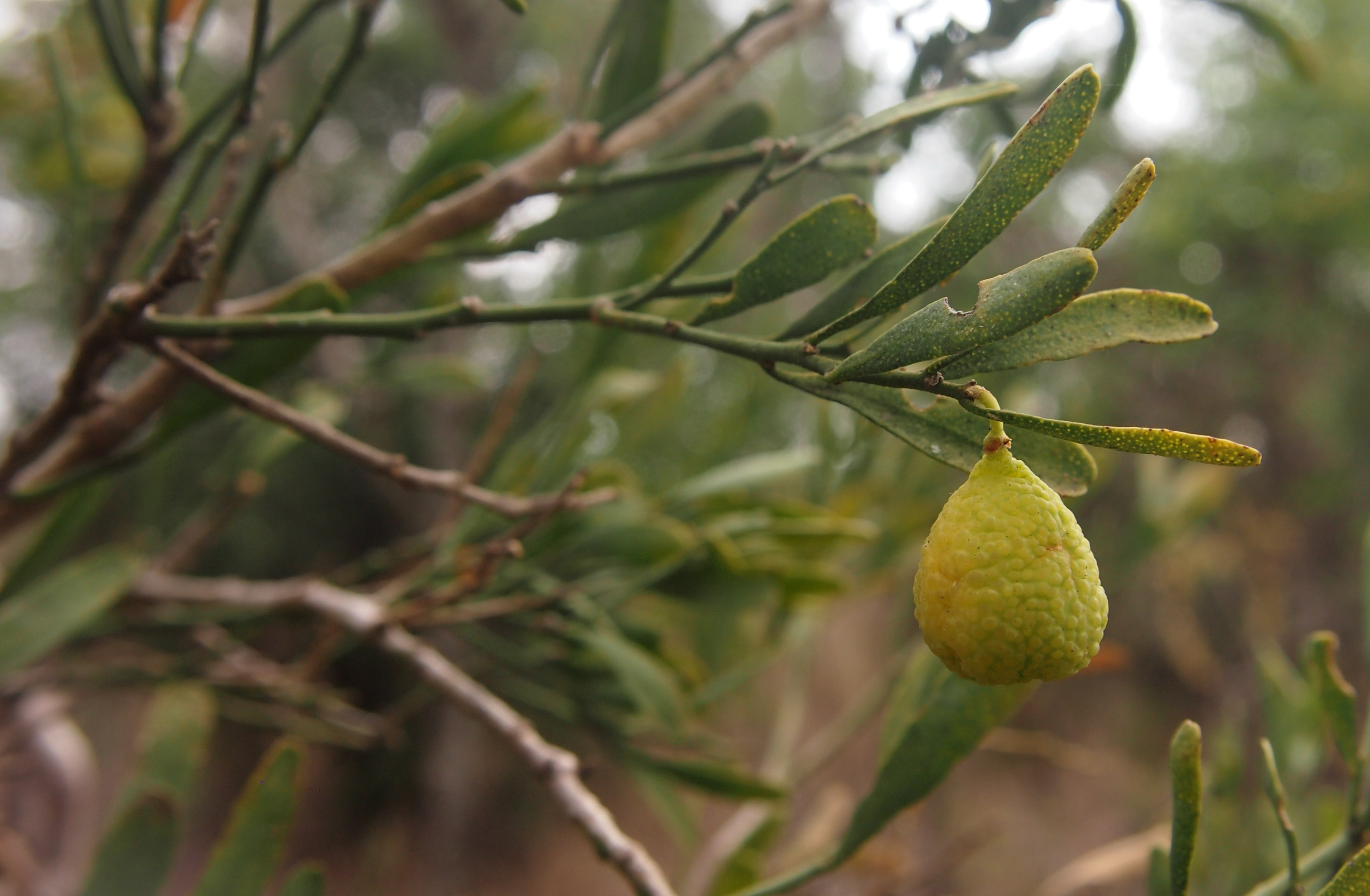
Citrus glauca (« lime du désert »)
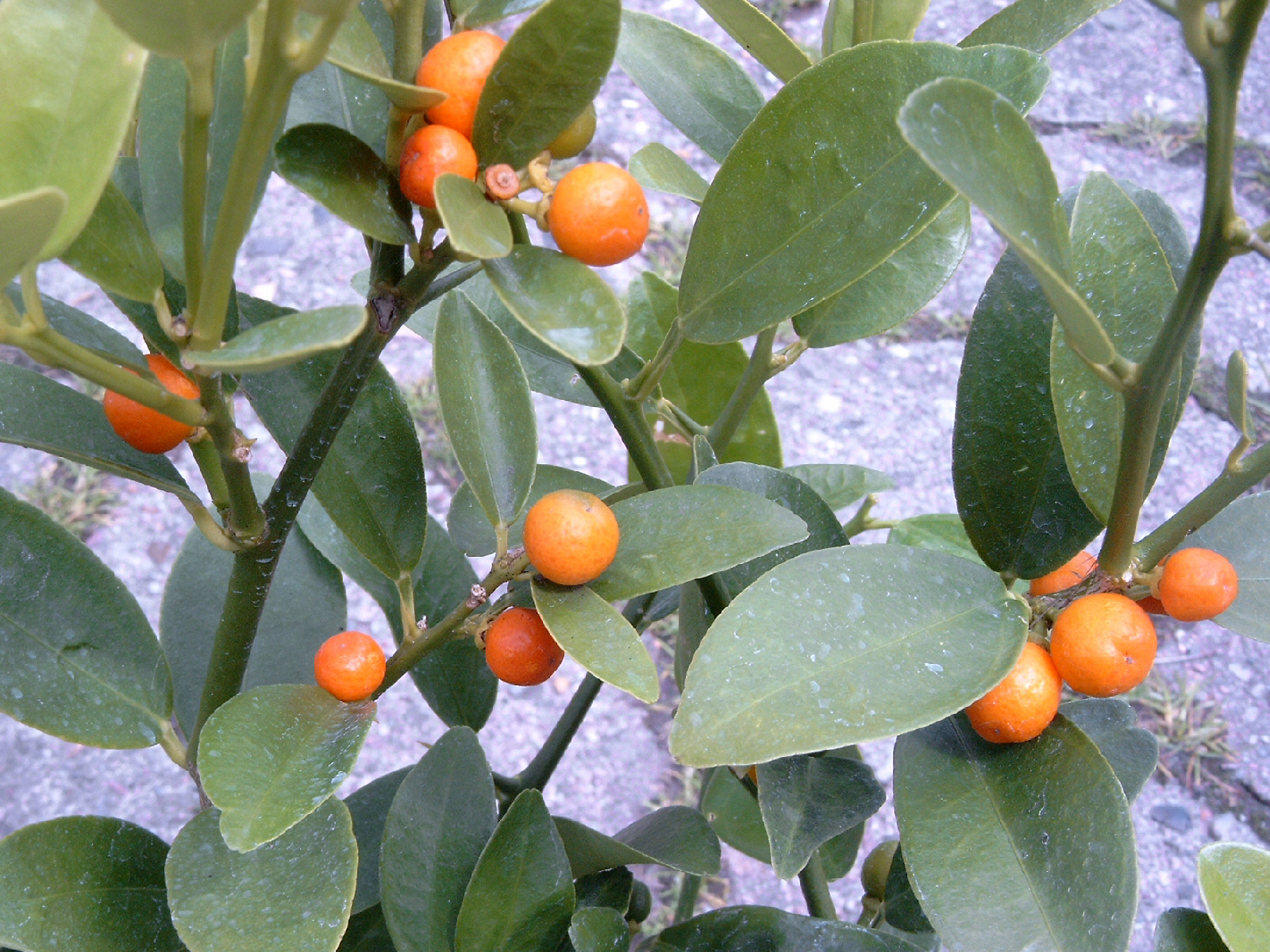
Citrus hindsii (« kumquat sauvage »)
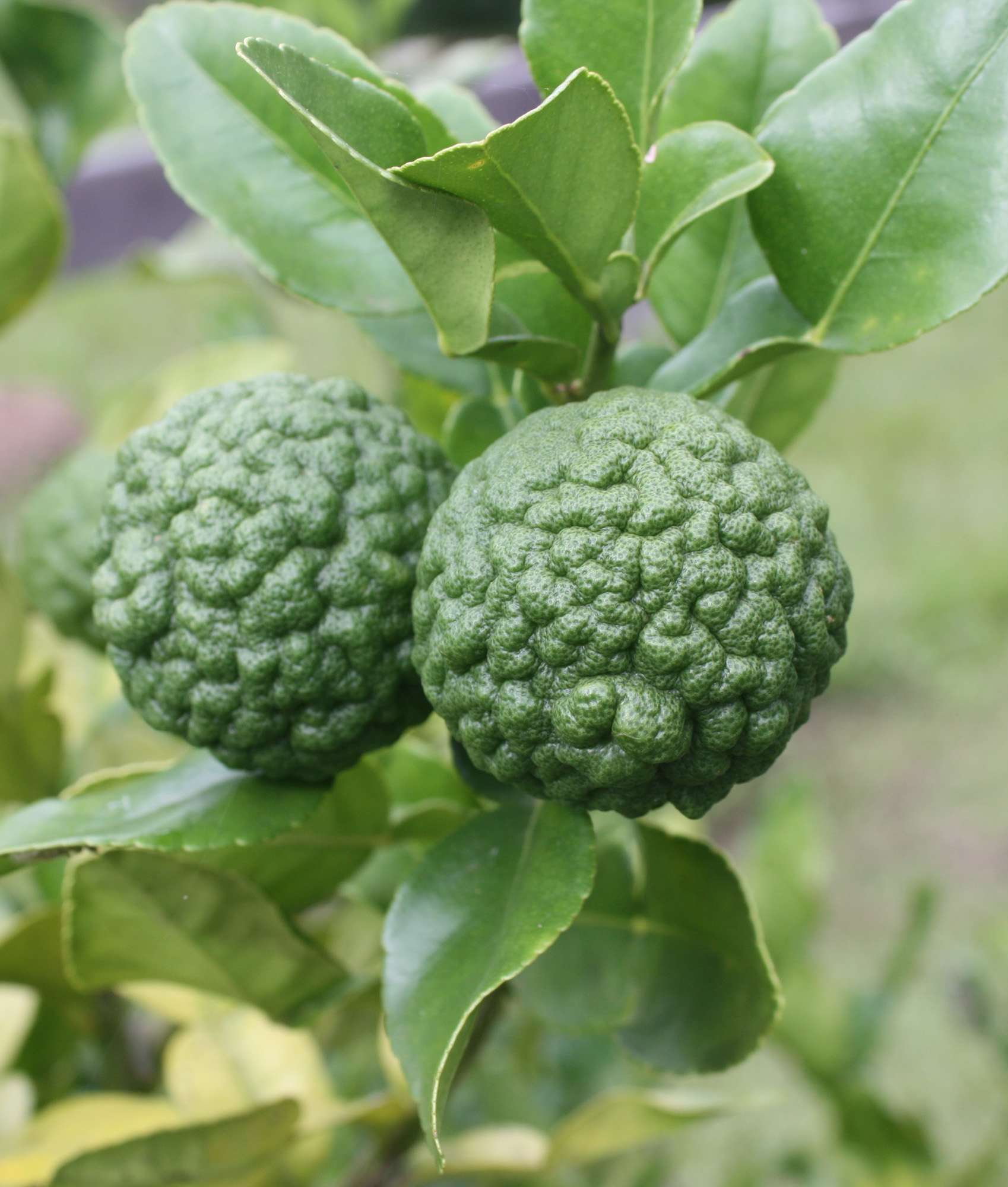
Citrus hystrix (« Combava »)
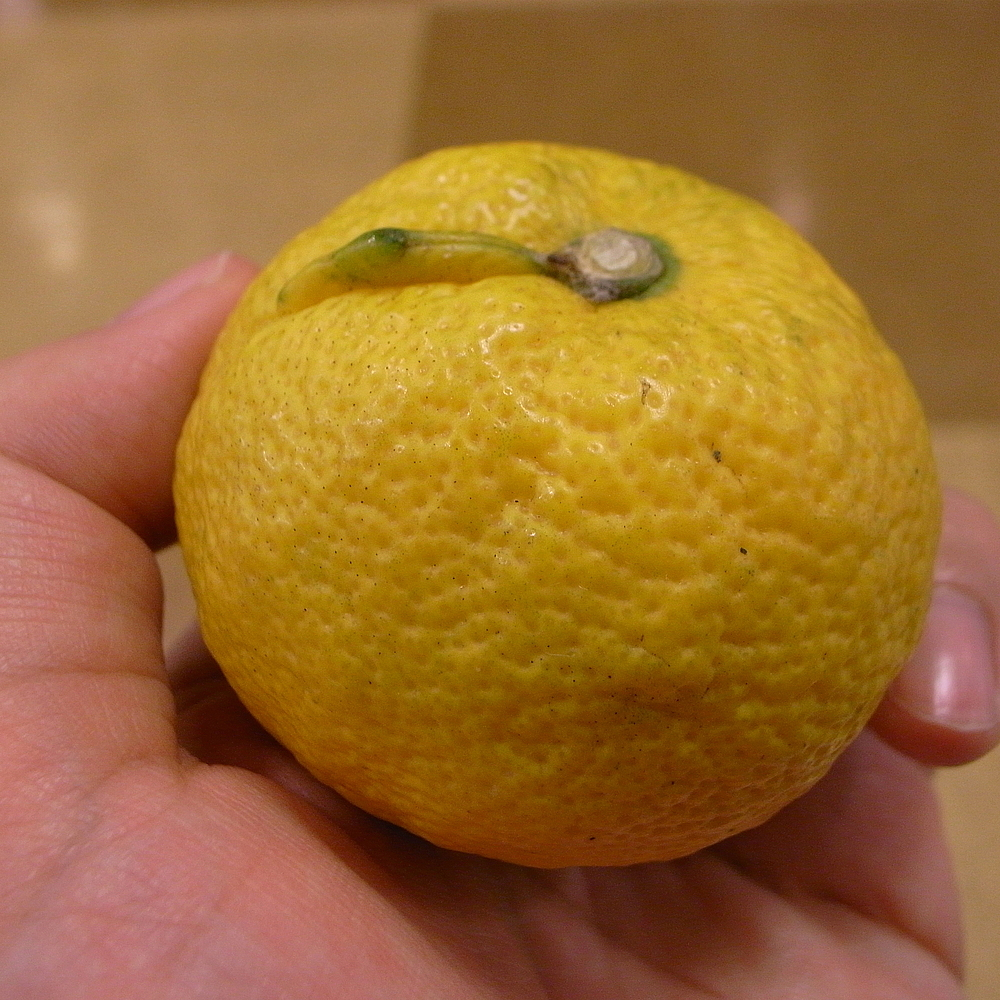
Citrus jabara (« Jabara »)
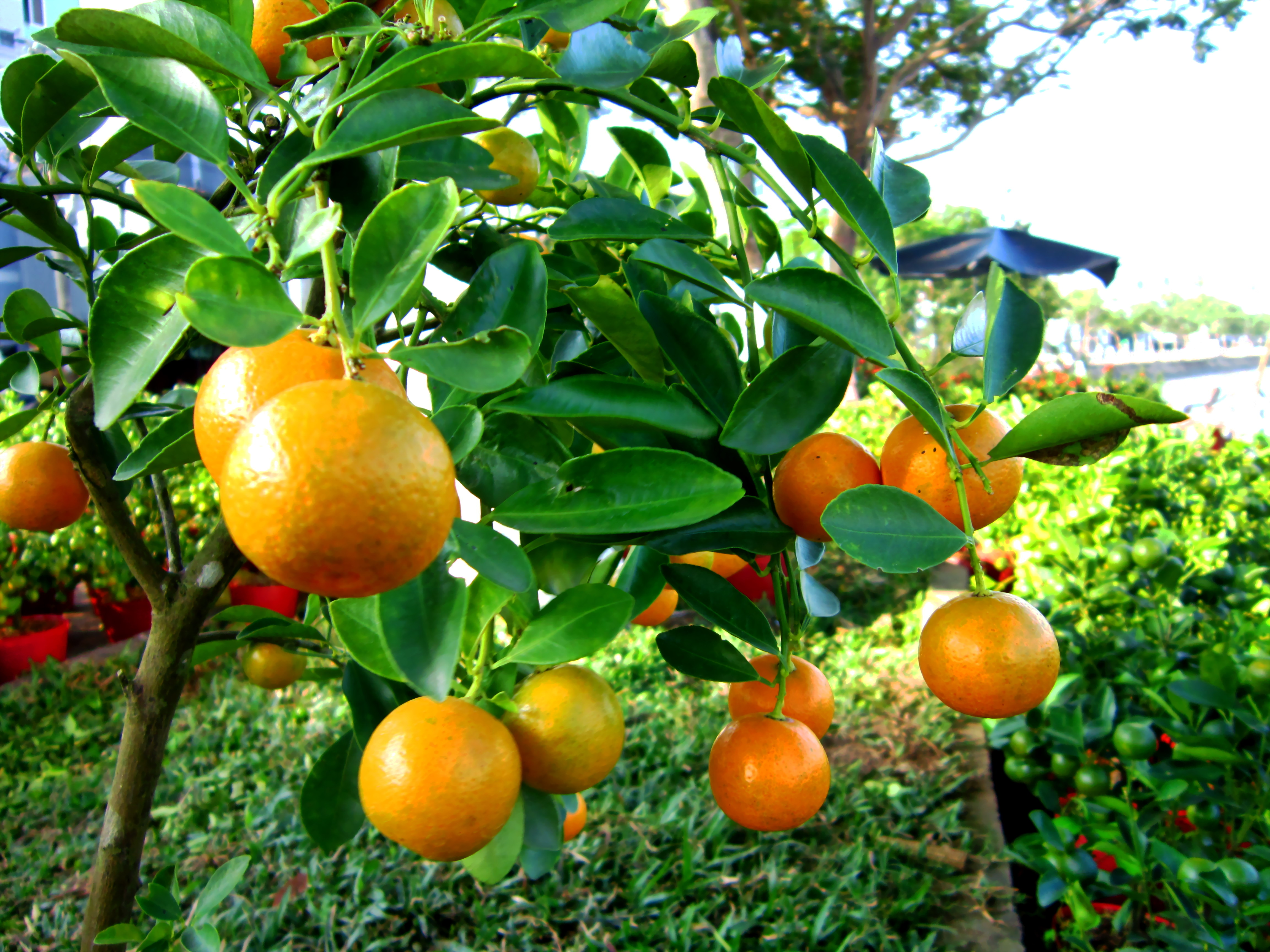
Citrus japonica (« kumquat »)
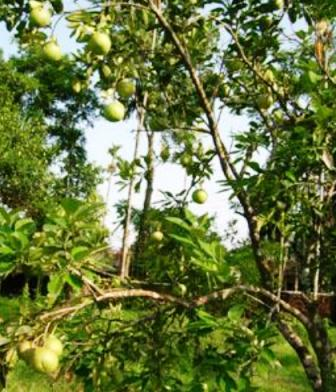
Citrus macroptera (« Papeda de Mélanésie »)
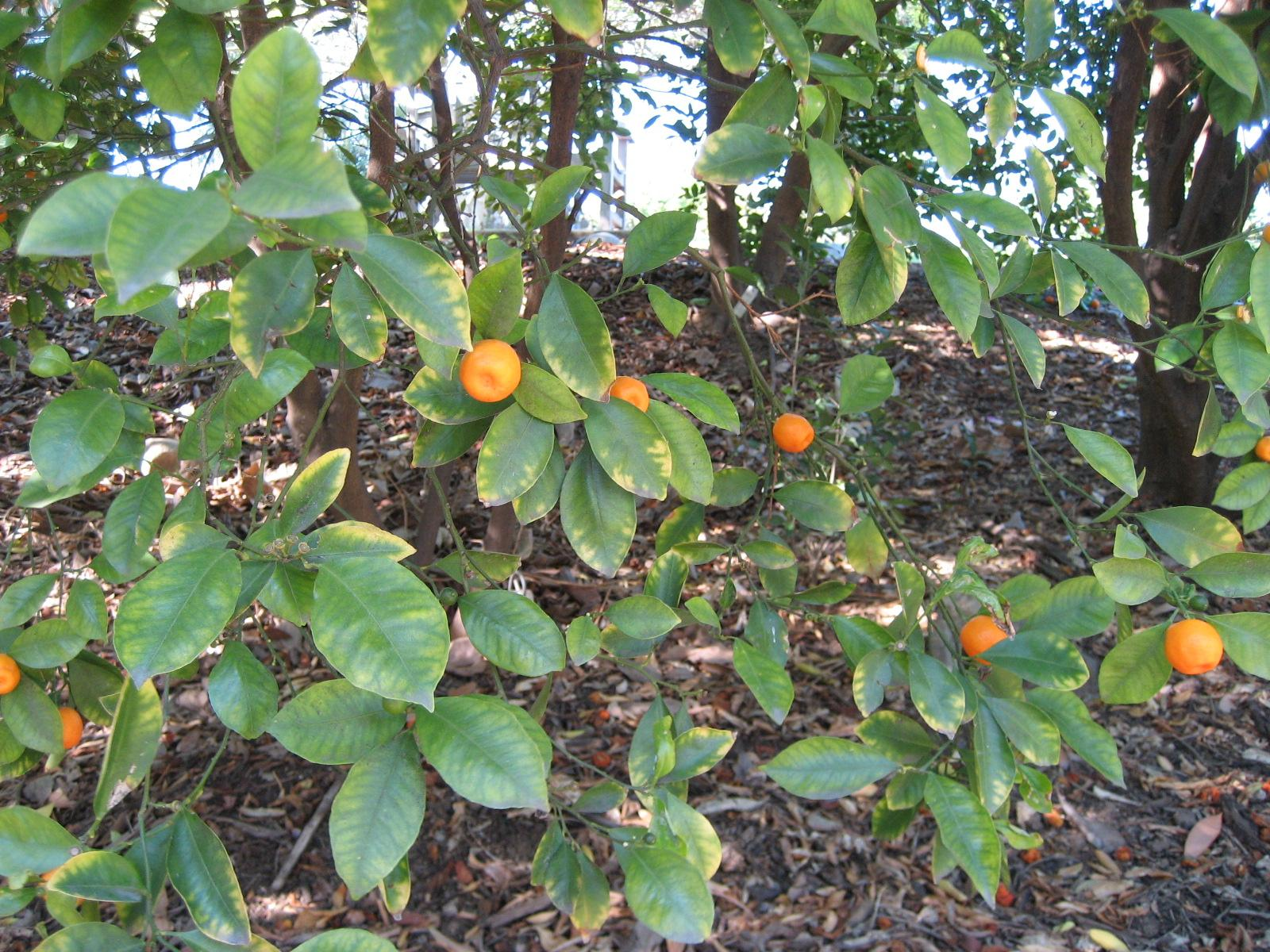
Citrus madurensis (« Calamondin »)
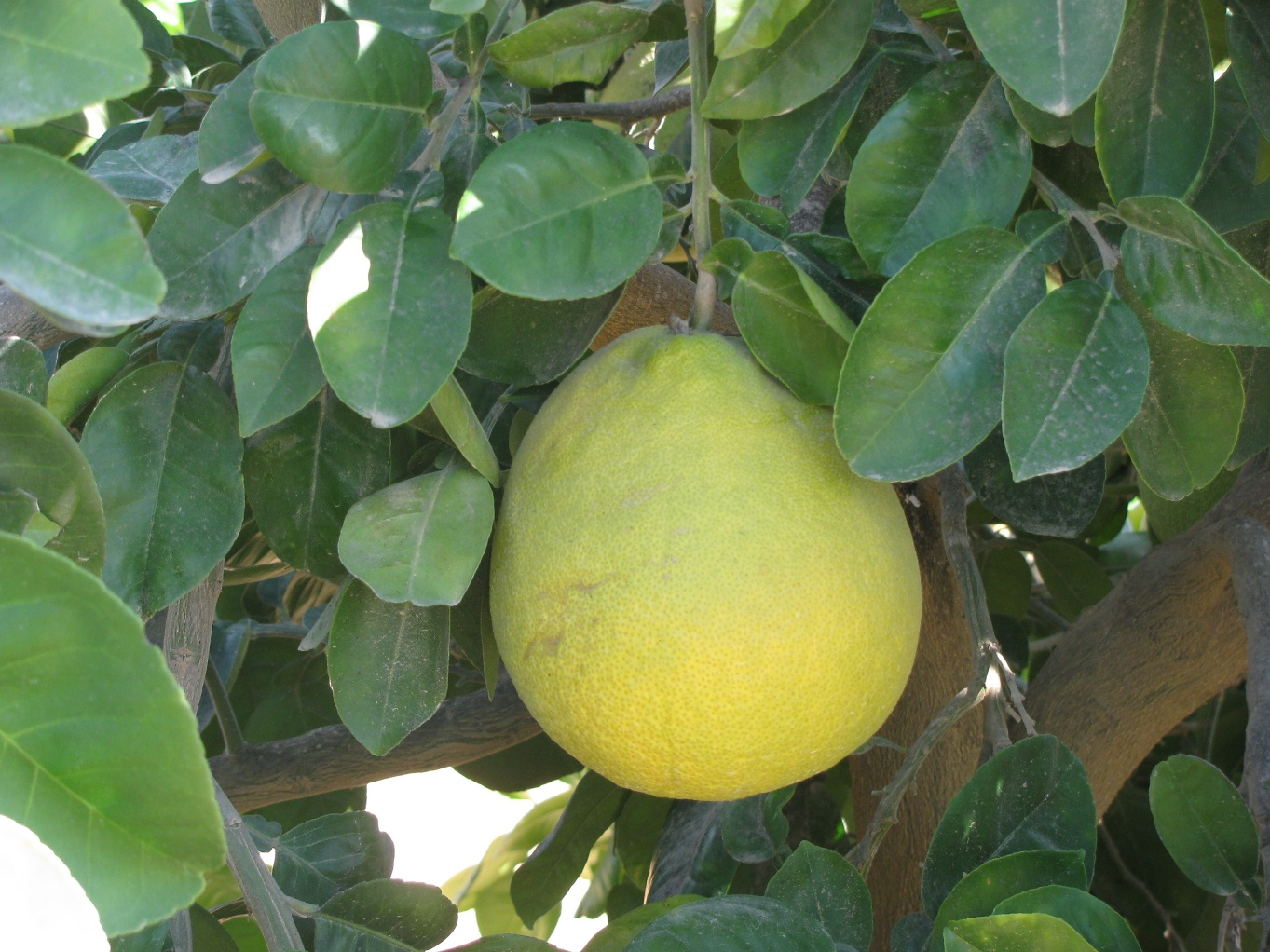
Citrus maxima (« Pamplemousse »)
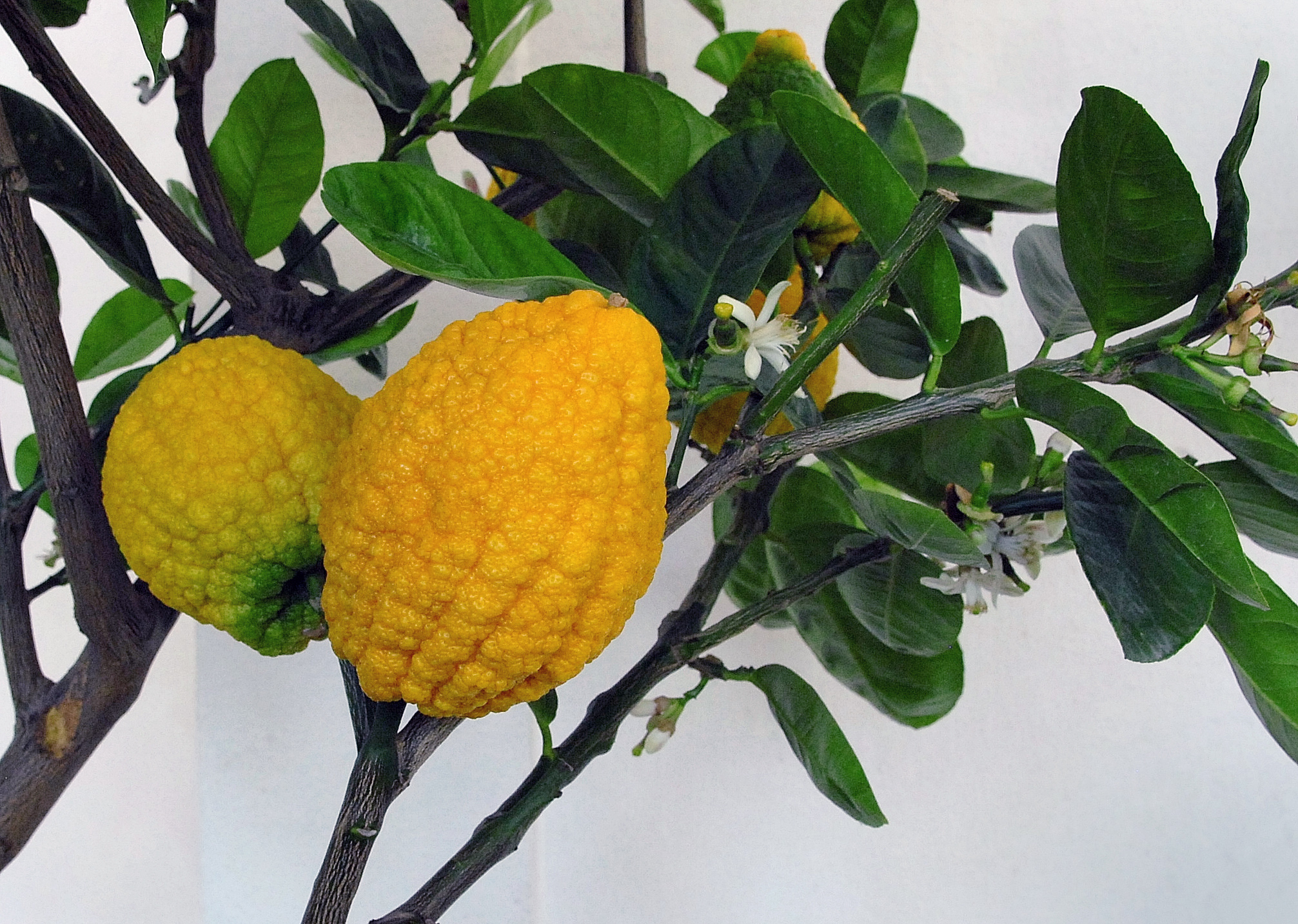
Citrus medica (« Cédrat »)
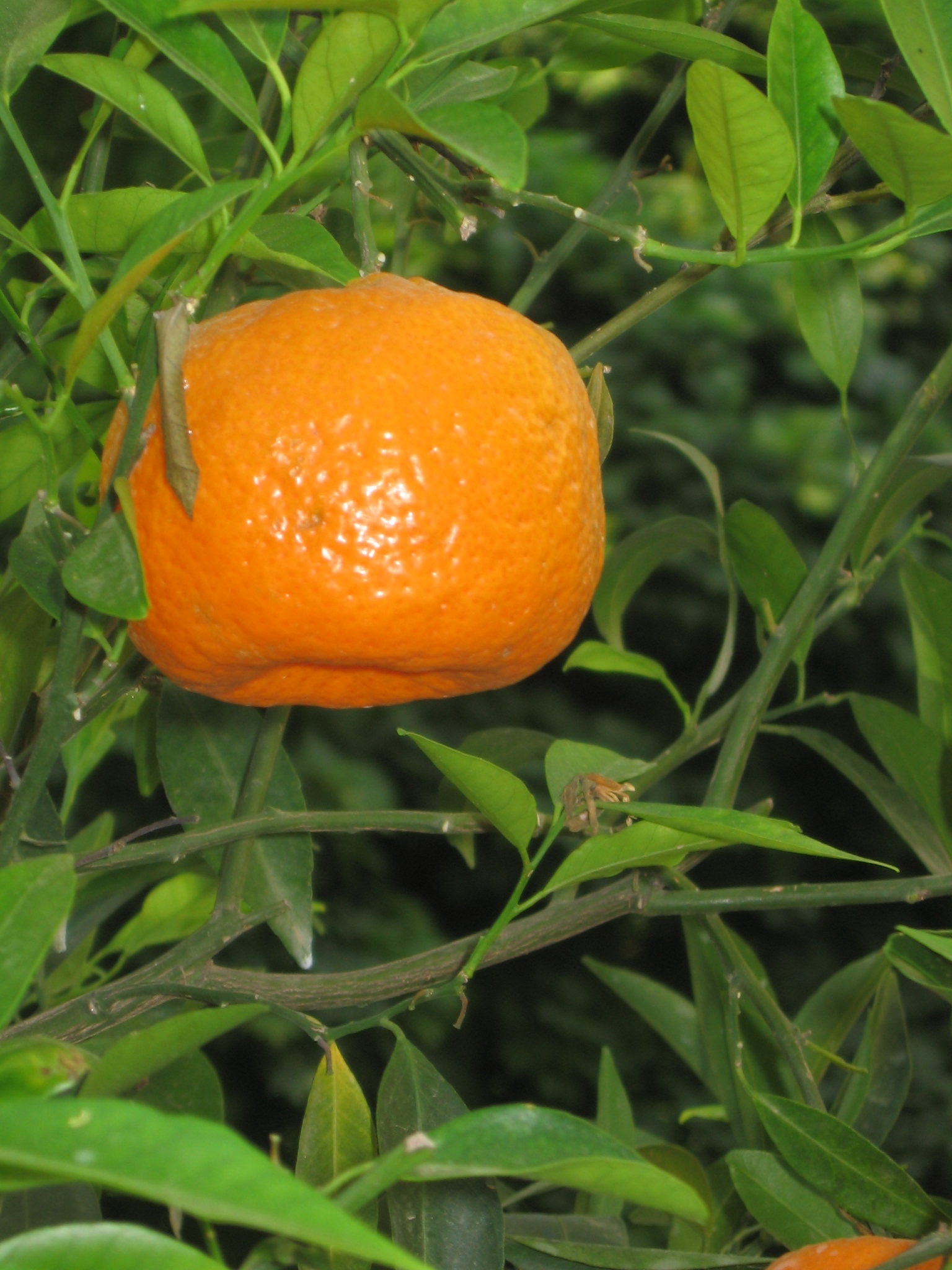
Citrus reticulata (« mandarine »)
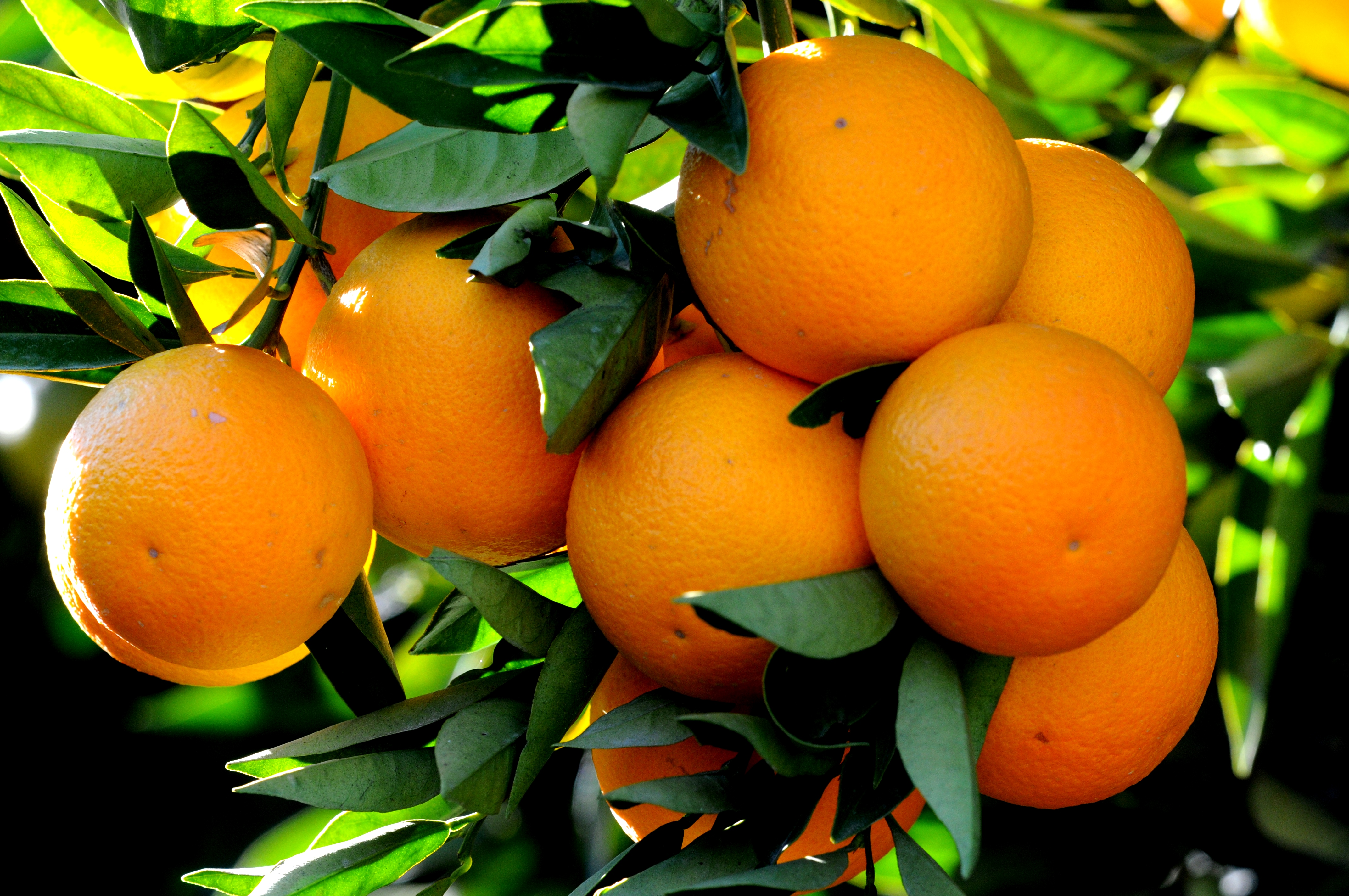
Citrus sinensis (« Orange douce »)
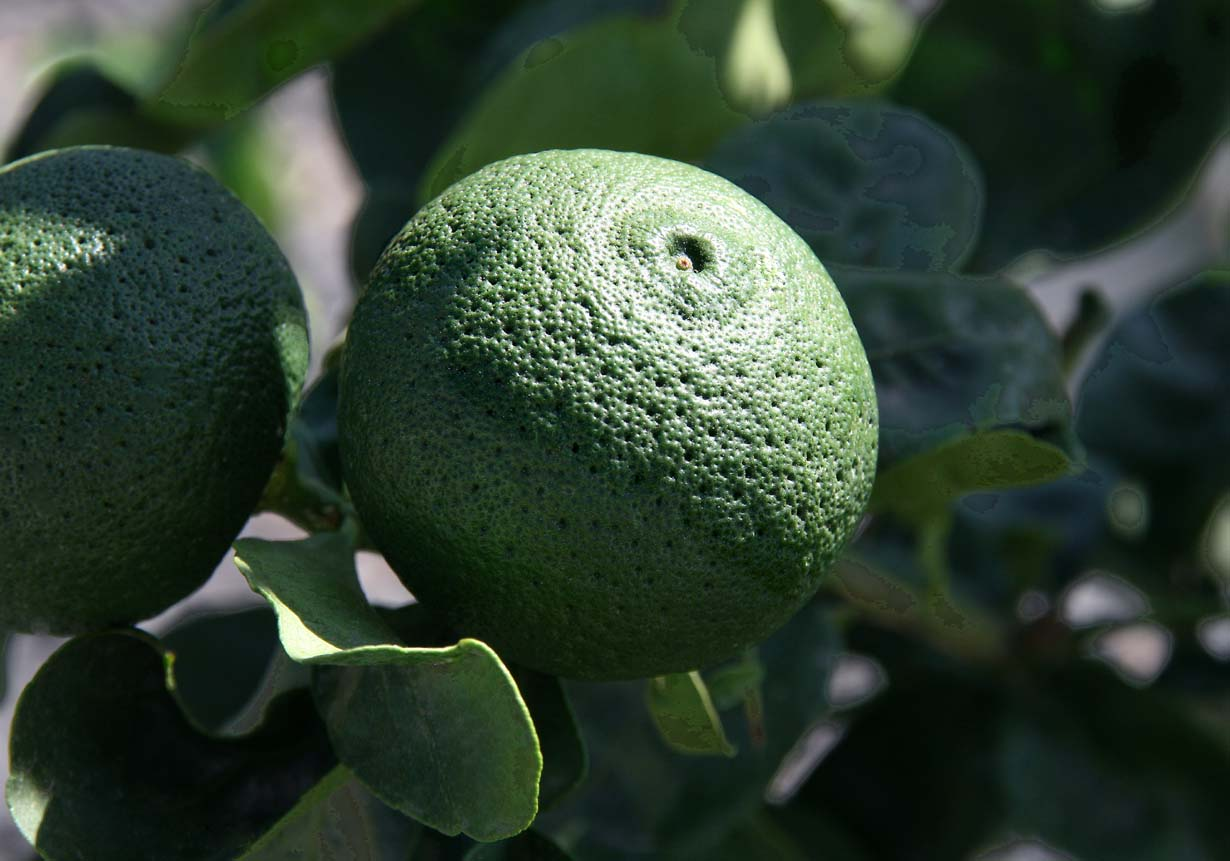
Citrus sphaerocarpa (« Kabosu »)
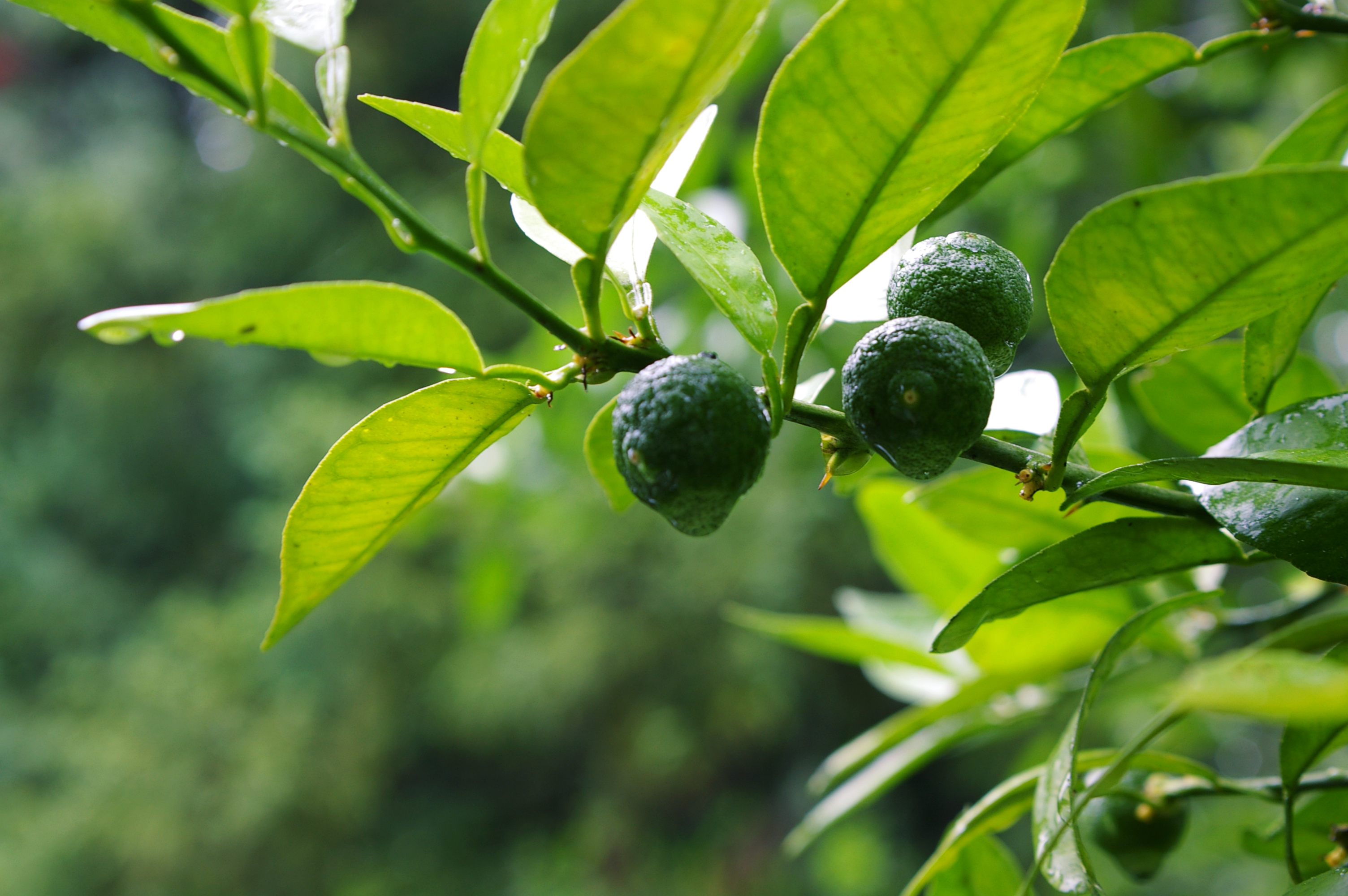
Citrus sudachi (« Sudachi »)
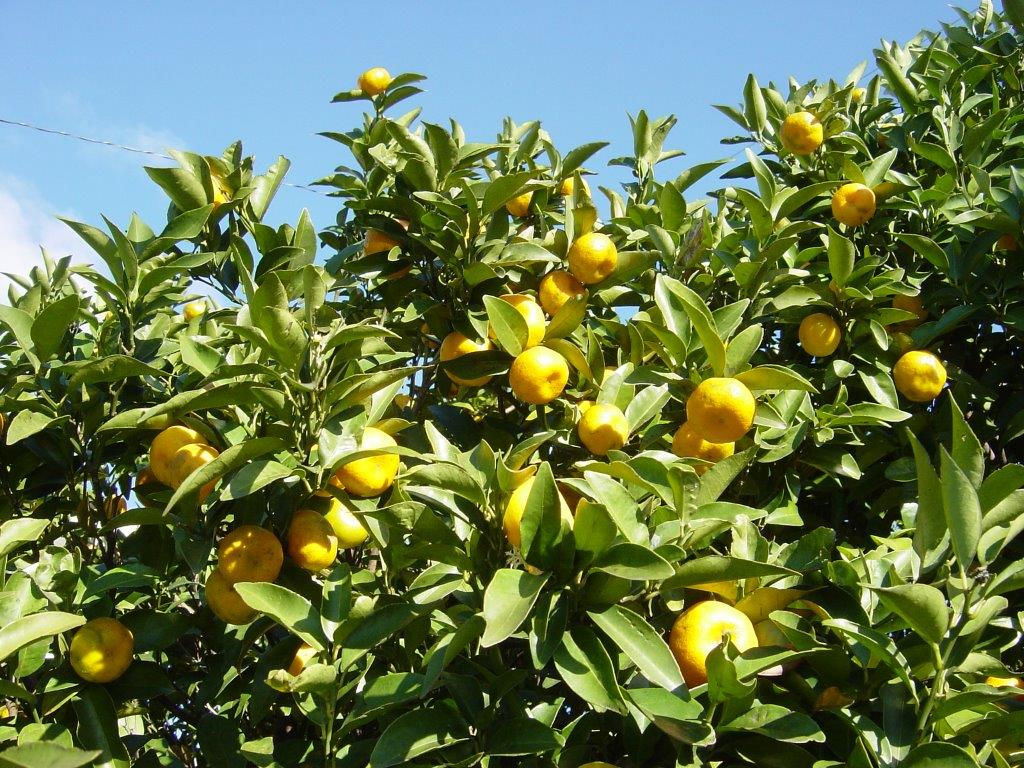
Citrus tachibana (« Tangerine »)
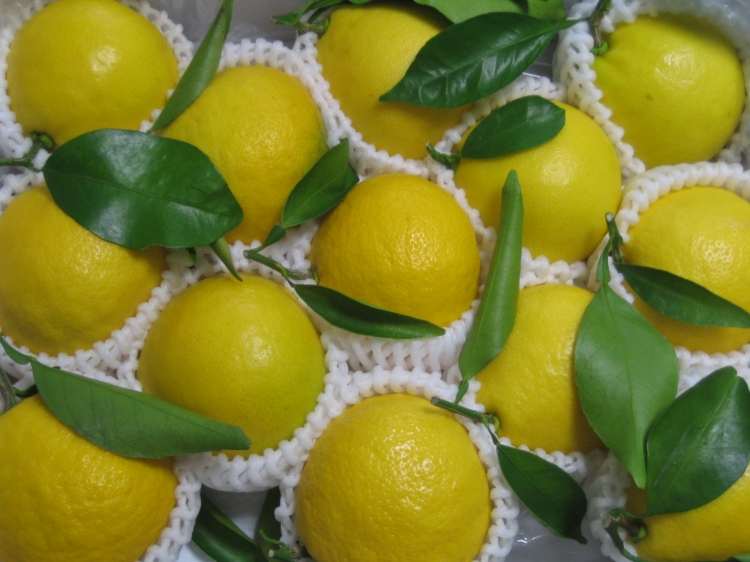
Citrus tamurana (« Hyuganatsu »)
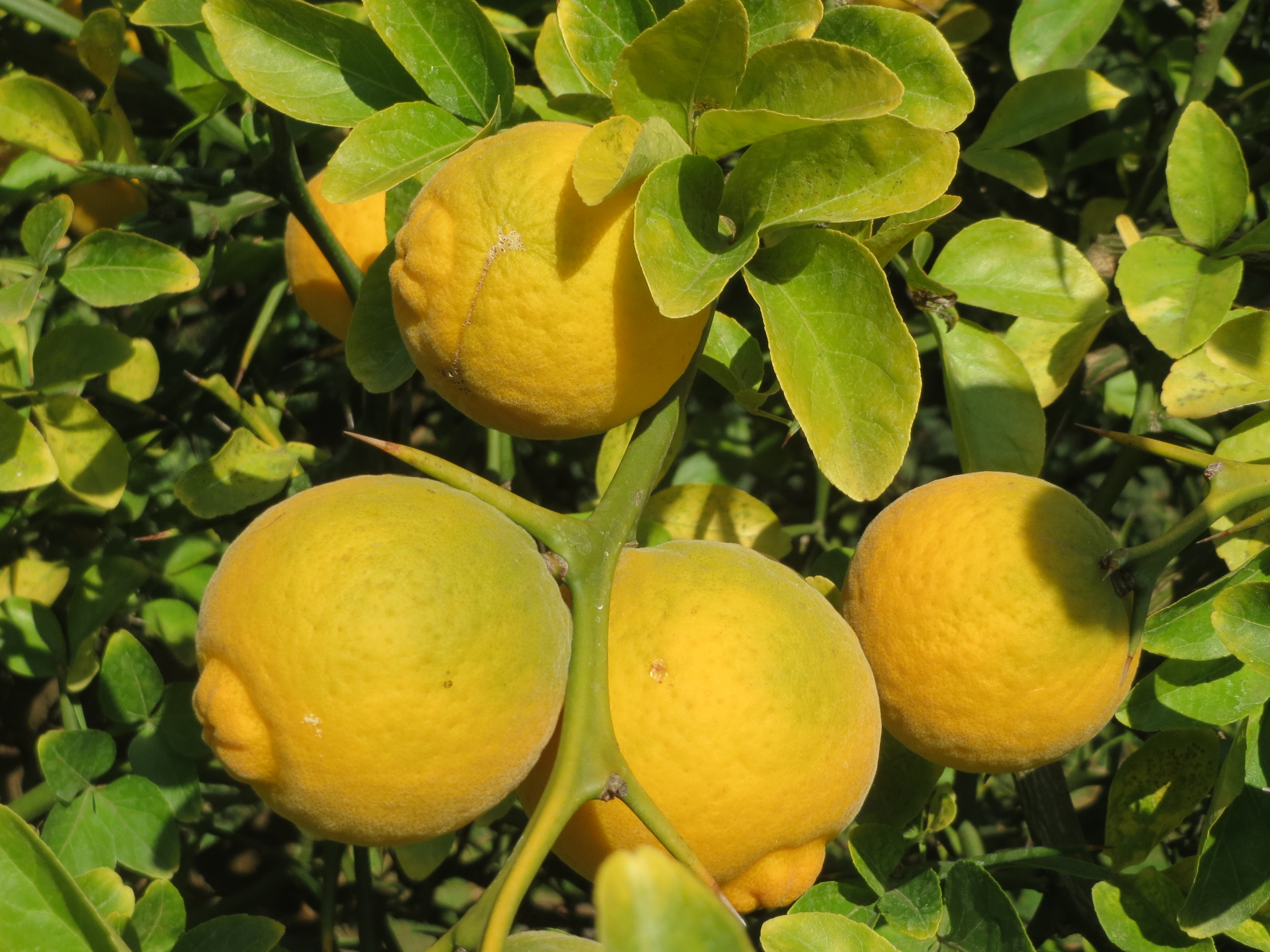
Citrus trifoliata (« citronnier épineux »)
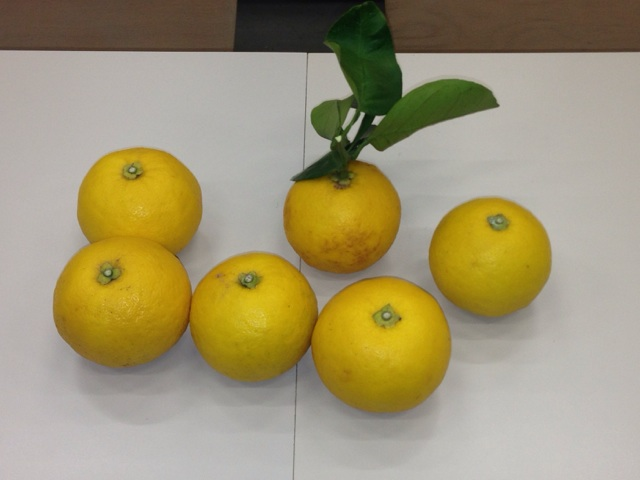
Citrus yuko (« Yuko »)
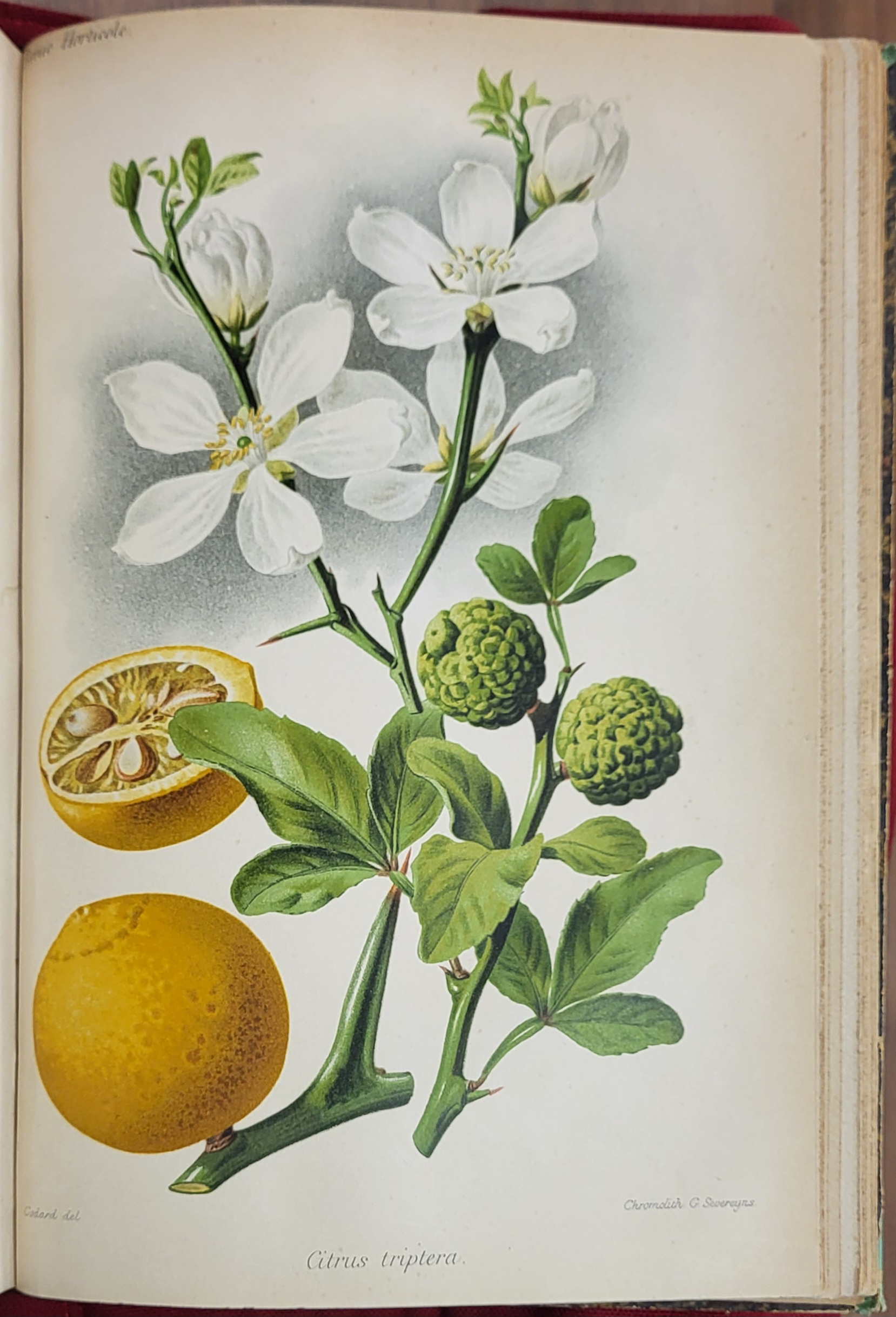
Citrus triptera Illustration (1885)
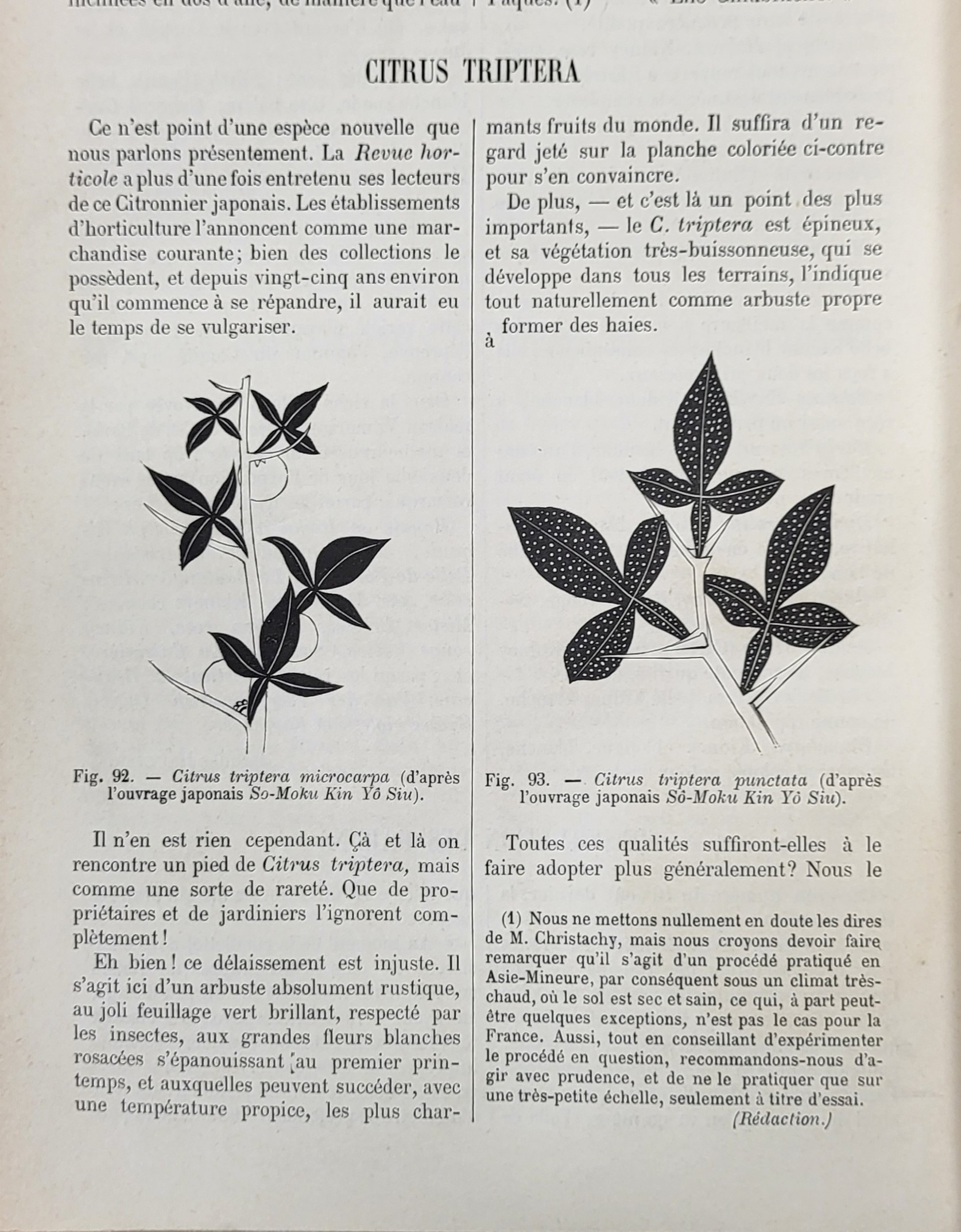
Citrus triptera Texte dans la Revue horticole (1885)